# Ramón Arias
Ramón Arias, vollständiger Name Ramon Ginés Arias Quinteros (* 27. Juli 1992 in Montevideo) ist ein uruguayischer Fußballspieler.

## Karriere

### Verein
Der 1,81 Meter große Defensivakteur Arias stand mindestens ab der Clausura 2011 im Erstligakader Defensors. Ab diesem Zeitpunkt absolvierte er bis zum Ende der Spielzeit 2012/13 63 Spiele in der Primera División und erzielte vier Treffer. Zudem kam er in den Jahren 2012 und 2013 achtmal in der Copa Libertadores (kein Tor) zum Zuge. In der Spielzeit 2013/14 folgten 21 weitere Ligaspiele (ein Tor) mit Arias' Beteiligung. Auch wurde er in der Copa Libertadores 2014, in der Defensor erst im Halbfinale scheiterte, viermal eingesetzt (kein Tor).
In der Saison 2014/15 unterschrieb Arias nach der Apertura Ende Januar 2015 einen Vertrag beim argentinischen Verein CD Godoy Cruz und wirkte auch bereits im Freundschaftsspiel des Klubs gegen Estudiantes de San Luis mit. Defensor-Vereinspräsident Daniel Jablonka verkündete sodann, dass der Wechsel nicht zustande käme, weil die Argentinier sich nicht an Vereinbarungen gehalten hätten. Arias kehrte zu den Montevideanern zurück. Insgesamt kam er in jener Spielzeit 27-mal (ein Tor) in der Primera División zum Zug. Am 23. Juni 2015 wechselte er für ein Jahr auf Leihbasis zum mexikanischen Verein Puebla FC. Bei den Mexikanern bestritt er 15 Erstligaspiele und fünf Begegnungen der Copa México. Ein Pflichtspieltor erzielte er nicht. Im Juni 2016 schloss er sich LDU Quito an. Bei den Ecuadorianern lief er in 18 Ligaspielen (kein Tor) auf. In den ersten Januartagen 2017 verpflichtete ihn der Peñarol Montevideo, bei dem er bislang (Stand: 11. August 2017) 18-mal (kein Tor) in der höchsten uruguayischen Spielklasse und fünfmal (ein Tor) in der Copa Libertadores 2017 eingesetzt wurde.
In der Saison 2018/19 spielte Arias für al-Ettifaq und erzielte 26 Tore. Ab September 2019 stand er für knapp zwei Jahre bei Club Atlético San Lorenzo de Almagro unter Vertrag, wo er 11 Tore erzielt hat. Im Februar 2021 wechselte er zu CF Universidad de Chile und blieb bis Anfang 2022. Dort konnte er 19 Tore erzielen. Ab Januar 2022 stand er bei Peñarol Montevideo unter Vertrag, blieb dort allerdings nur knapp ein halbes Jahr und erzielte 19 Tore. Zur Saison 2022/23 wechselte Arias zu Giresunspor und erzielte bis zum Sommer 2023 31 Tore. Seit Juli 2023 steht er bei Muaither SC in Katar unter Vertrag und konnte bisher (Stand: Oktober 2023) sechs Tore erzielen.

### Nationalmannschaft
Arias gehörte der uruguayischen U-17-Auswahl bei der U-17-Südamerikameisterschaft 2009  und bei der U-17-Weltmeisterschaft 2009 an. Im Verlaufe des letztgenannten Turniers wurde er dreimal eingesetzt. Von seinem Debüt an, das er unter Trainer Roland Marcenaro am 19. April 2008 im Spiel gegen Chile feierte, bestritt er nach Angaben der AUF insgesamt 22 Begegnungen mit der U-17 und erzielte einen Treffer. Bereits am 27. Juli 2009 wurde er in der Partie gegen die USA erstmals von Diego Aguirre in der uruguayischen U-20-Nationalmannschaft aufgestellt. Für dieses Team absolvierte er laut AUF 25 Länderspiele und schoss ein Länderspieltor. Er nahm mit der U-20 an der U-20-Südamerikameisterschaft 2011 und an der U-20-Weltmeisterschaft jenes Jahres teil. Dort bestritt er fünf bzw. zwei Partien. 2012 war Arias Mitglied der Olympiamannschaft Uruguays bei den Olympischen Sommerspielen in London. In allen drei Turnierspielen mit uruguayischer Beteiligung kam er dort zum Einsatz. Sein Debüt feierte er bereits im Vorfeld der Spiele am 25. April 2012 gegen die ägyptische Auswahl. Sechs Auswahleinsätze sind gemäß AUF insgesamt für ihn verzeichnet.

## Erfolge
- U-20-Vize-Südamerikameister 2011